# Никола Мавродиев
Никола Тодоров Мавродиев, известен още като поп Нико или Нику, е български учител, духовник и общественик.

## Биография
Роден е на 30 юни 1842 г. в село Долно Райково. Той е първото от деветте деца на Тодор Мавродиев от Райково и Рада Хаджистоянова Кехайова от Чокманово. Брат му Васил Мавродиев е свещеник и революционер. Първоначалното си образование получава в родното си село. От 1859 г. е учител в село Петково. След това напуска учителството и се отдаде на шивачество. През 1870 г., заедно с група младежи от Райково, доставя славянски богослужебни книги. През септември 1873 г. става учител в Долно Райково, а на следващата 1874 г. е ръкоположен за свещеник на българската енория при храма „Св. Теодор Стратилат“, където служи до 1907 г. До 1912 г. е свещеник в селата Хасовица, Писаница, Фатово и Габрица.
По време на служението си се включва активно в борбата срещу гръцката пропаганда. Води дневник-бележник „По борбите в Райково с гръкоманството“, който обхваща събитията от 1868 до 1886 г. По-късно те са обогатени и обработени от Стою Шишков и с негово съдействие се издават през 1887 г. в книга със заглавие „Портрет на гръцкото фенерско духовенство и коварните му дела против българите в Родопите“. Никола Мавродиев през 1870 г. се жени за Злата Стефанова от Долно Райково. Имат седем деца: Мария, Тодор, Стефан, Елена, Рада, Васил и Невенка. Рада и Васил умират като малки.
Умира на 25 септември 1916 г. в Райково.

## Памет
На Никола Мавродиев е наречена улица в квартал „Манастирски ливади“ в София (Карта).
Личният му архив се съхранява във фонд 509К в Държавен архив – Смолян. Той се състои от 35 архивни единици от периода 1880 – 1992 г.